# Vjenceslav II., češki kralj
Vjenceslav II. (Vaclav II.) (češ.  Václav II, polj. Wacław II Czeski; Prag 27. rujna 1271. – Prag, 21. srpnja 1305.) kralj Kraljevine Bohemije (1278. – 1305.) i kralj Poljske (1300. – 1305.) iz dinastije Přemyslovića.
Vaclav II. bio je jedini sin kralja Otakara II. od Bohemije i njegove druge žene Kunigunde od Slavonije. Rođen je u Pragu 27. rujna 1271., deset godina nakon vjenčanja svojih roditelja.